# AtmosFear
AtmosFear — игровой движок, разработанный украинской компанией Action Forms для использования в собственных проектах. После того, как движок был применен в Carnivores, компьютерной игре 1998 года, был переписан и постоянно дорабатывался и улучшался для соответствия современным требованиям. Последняя версия движка — AtmosFear 2.0 была использована в игре «Анабиоз: Сон разума» 2008 года.
Движок получил награду «лучшая технология» на конференции КРИ 2006, в свою очередь, игра «Анабиоз» получила награду «лучшая игровая графика» на КРИ 2008.

## Технические характеристики
Движок AtmosFear поддерживает скелетную анимацию персонажей, создание различных погодных условий на уровне, эффекты с применением пиксельных и вертекстных (вершинных) шейдеров а также системы частиц, скайбокс для отображения неба, лицевую анимацию, технологию реалистичного отображения меха и др. Вывод изображения осуществляется как в режиме OpenGL, так и в Direct3D. Поддерживается несколько API для вывода звука — DirectSound3D, Aureal A3D и EAX.
В комплекте поставляется редактор ландшафтов AltEditor, а также несколько других программ, в числе которых — инструмент для создания анимации и редактор трехмерных моделей, основанный на упрощенной версии 3ds Max.
Одной из других отличительных особенностей является обработка больших открытых пространств. С версией движка, которая использовалась в игре «Вивисектор», была интегрирована система V-COLD, дающая возможность быстро вносить изменения в архитектуру законченного уровня.
Вторая версия движка, AtmosFear 2.0, поддерживает широкий набор пост-эффектов (таких, motion blur и depth of field), различные техники рельефного текстурирования и «честные» стенсильные тени, отбрасывающиеся от объектов, людей и источников света.
Ряд методик позволяет совершать плавную «трансформацию» уровня, что заметно в игре «Анабиоз: Сон разума» — эпизоды, когда лед в каютах заброшенного корабля тает и комната приобретает прежний вид, предшествовавший трагедии. Частично это реализуется за счет применения нескольких слоев текстур. В частности, движок поддерживает четырёхслойные текстуры большого разрешения (размер текстур в игре «Анабиоз» составлял 2048х2048 пикселей для персонажей и 1024х1024 для объектов окружения).
Другая особенность — реалистичный рендеринг меховых поверхностей, с попиксельным освещением каждого волоска. В игре «Вивисектор», созданной на модифицированной первой версии движка, данная технология применялась для отображения меха животных, а в «Анабиозе» — для теплых меховых одежд полярников.

## Игры, использующие AtmosFear
- 1998 — Carnivores[3][2]
- 1999 — Carnivores 2[3][2]
- 2002 — Carnivores: Ice Age[3][2]
- 2005 — Вивисектор: Зверь Внутри[3]
- 2007 — Боец СОБР[10]
- 2008 — Анабиоз: Сон разума[3][11]